# Hypoplectrodes semicinctum
Hypoplectrodes semicinctum är en fiskart som först beskrevs av Valenciennes, 1833.  Hypoplectrodes semicinctum ingår i släktet Hypoplectrodes och familjen havsabborrfiskar. Inga underarter finns listade i Catalogue of Life.